# فيل ميكلسون
فيل ميكلسون هو لاعب غولف أمريكي ولد في 16 يونيو 1970.

## وصلات خارجية
- فيل ميكلسون على موقع رابطة لاعبي الغولف المحترفين (الإنجليزية)
- فيل ميكلسون على موقع رابطة أوروبا للاعبي الغولف المحترفين (الإنجليزية)
- فيل ميكلسون على موقع رابطة اليابان للاعبي الغولف المحترفين (الإنجليزية)
- فيل ميكلسون على موقع التصنيف العالمي الرسمي للغولف (الإنجليزية)